# Sykiá (ort i Grekland, Nomós Imathías)
Sykiá är en ort i Grekland.   Den ligger i prefekturen Nomós Imathías och regionen Mellersta Makedonien, i den norra delen av landet, 300 km norr om huvudstaden Aten. Sykiá ligger 340 meter över havet och antalet invånare är 377.
Terrängen runt Sykiá är huvudsakligen kuperad, men norrut är den platt. Runt Sykiá är det ganska glesbefolkat, med 36 invånare per kvadratkilometer. Närmaste större samhälle är Véroia, 16,5 km nordväst om Sykiá. 